# Obrana i zaštita (2013.)
Obrana i zaštita hrvatski je film iz 2013. godine

## Festivali i nagrade
Velika zlatna arena za najbolji film - Zdenka Gold
Zlatna arena za režiju i za scenarij - Bobo Jelčić
Zlatna arena za najbolju glavnu mušku ulogu - Bogdan Diklić
Zlatna arena za najbolju glavnu žensku ulogu - Nada Đurevska